# Wytok, Tỉnh West Pomeranian
Wytok [ˈvɨtɔk] (tiếng Đức: Fier) là một ngôi làng thuộc khu hành chính của Gmina Płoty, thuộc quận Gryfice, West Pomeranian Voivodeship, ở phía tây bắc Ba Lan. Nó nằm khoảng 10 kilômét (6 mi)   phía tây Płoty, 10 km (6 mi) về phía tây nam của Gryfice và 59 km (37 mi) về phía đông bắc của thủ đô khu vực Szczecin.
Trước năm 1945, khu vực này là một phần của Đức. Đối với lịch sử của khu vực, xem Lịch sử của Pomerania.